# Stolen Heaven
Stolen Heaven é um filme estadunidense de 1931, do gênero drama, dirigido por George Abbott. Esta é uma das oito produções que Abbott, um dos mais bem sucedidos diretores da Broadway, fez para a Paramount Pictures, nos dois anos em que ficou afastado do teatro.

## Elenco
| Ator/Atriz      | Personagem            |
| --------------- | --------------------- |
| Nancy Carroll   | Mary                  |
| Phillips Holmes | Joe                   |
| Louis Calhern   | Steve Perry           |
| Edward Keane    | Detetive Morgan       |
| Joan Carr       | Sra. Woodbridge-Wood  |
| G. Albert Smith | Harvey                |
| Dagmar Oakland  | Dorothea              |
| Guy Kibbee      | Comissário de Polícia |